# Coordenades equatorials

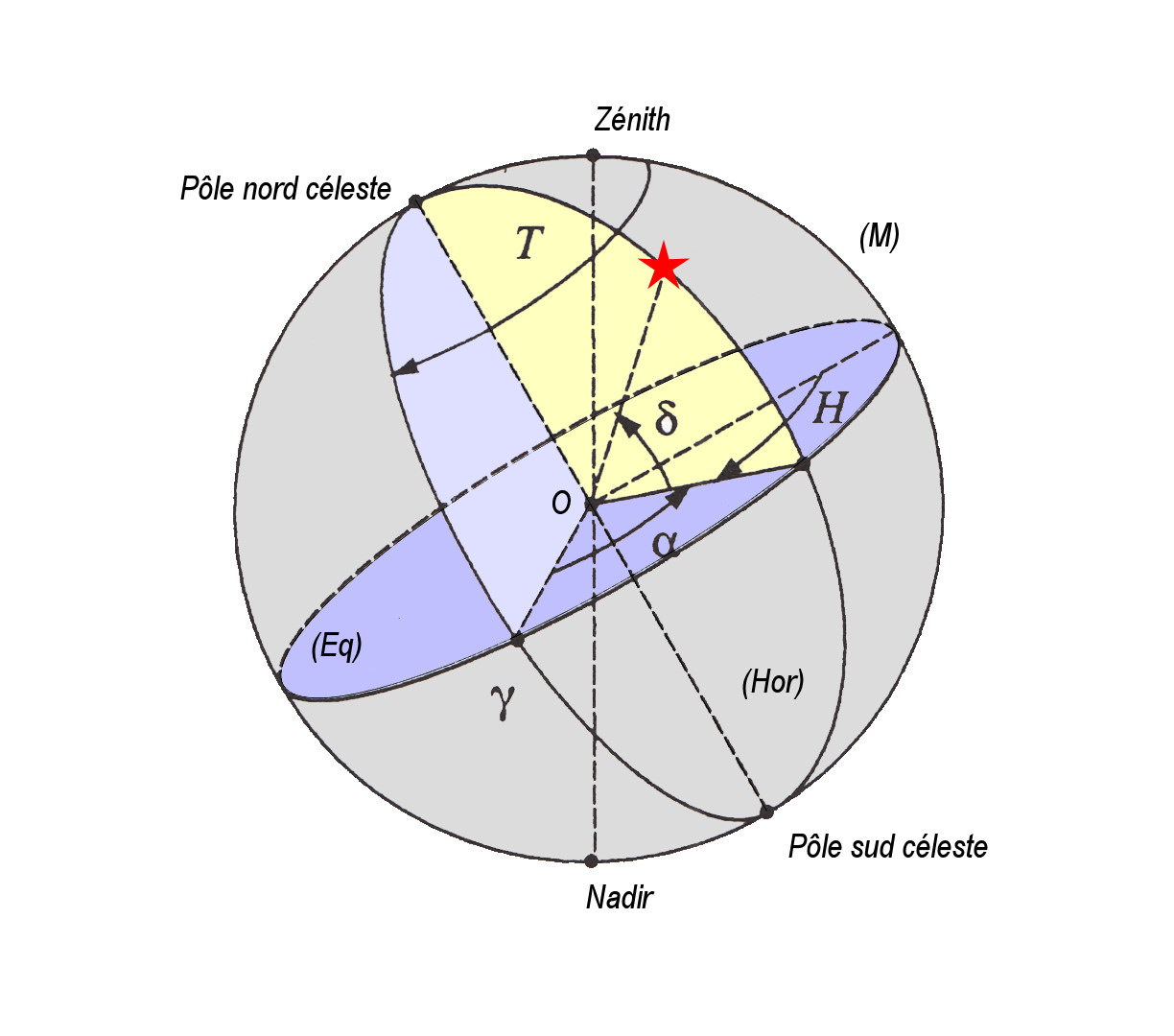
Coordenades equatorials

Les coordenades equatorials són un sistema de coordenades astronòmiques que permeten determinar la posició d'un cos respecte a l'equador celeste i el primer punt d'Àries. Les seves dues coordenades són l'ascensió recta i la declinació i són equivalents a la latitud i longitud geogràfiques.
El Sol gràcies al moviment real de la Terra descriu una trajectòria aparent sobre l'esfera celeste anomenada, igual que el pla que la conté, eclíptica. A la línia perpendicular a aquest pla se l'anomena Eix de l'eclíptica, mentre que Obliqüitat de l'eclíptica és l'angle que forma l'eclíptica amb l'equador celeste. Actualment val 23 º 26 '.
La Línia d'equinoccis és la intersecció de l'Equador amb l'Eclíptica. La intersecció d'aquesta línia amb les esfera celeste són els punts equinoccials. Es diu punt vernal o punt Àries, al punt on es projecta el Sol en passar de l'hemisferi sud al nord.

## Direcció primària
Aquesta descripció de l'orientació del sistema de referència està una mica simplificada; l'orientació no és del tot fixa. Un moviment lent de l'eix de la Terra, precessió, provoca un gir lent i continu del sistema de coordenades cap a l'oest al voltant dels pols de l'eclíptica, completant un circuit en uns 26.000 anys. A això se superposa un moviment menor de l'eclíptica, i una petita oscil·lació de l'eix de la Terra, nutació.
Per a fixar la direcció primària exacta, aquests moviments obliguen a especificar l'equinocci d'una data concreta, coneguda com època, a l'hora de donar una posició. Les tres més utilitzades són:
- Equinocci mitjà d'una època estàndard (normalment J2000.0, però pot incloure B1950.0, B1900.0, etc.): és una direcció estàndard fixa, que permet comparar directament posicions establertes en diverses dates.
- Equinocci mitjà de data: és la intersecció de l'eclíptica de "data" (és a dir, l'eclíptica en la seva posició en "data") amb l'equador "mitjà" (és a dir, l'equador girat per precessió a la seva posició en "data", però lliure de les petites oscil·lacions periòdiques de nutació). Comunament utilitzat en el càlcul d'òrbites planetàries.
- Equinocci veritable de la data: és la intersecció de l'eclíptica de la "data" amb l'equador "veritable" (és a dir, l'equador mig més la nutació). És la intersecció real dels dos plans en un moment donat, tenint en compte tots els moviments.

Per tant, una posició en el sistema de coordenades equatorials sol especificar-se com a equinocci veritable i equador de la data, equinocci mitjà i equador de J2000.0, o similar. Noti's que no existeix una eclíptica mitjana, ja que l'eclíptica no està subjecta a petites oscil·lacions periòdiques.

## Origen de les coordenades i unitats
Les referències fonamentals són: 
- L'equinocci vernal, o Punt Àries, per l'ascensió recta.
- L'equador celeste, per a la Declinació.

L'equinocci vernal és el punt d'intersecció de l'eclíptica amb el pla equatorial celeste per on el Sol passa de Sud a Nord de l'esmentat pla en el seu moviment aparent per l'eclíptica.
L'equador celeste és el cercle que resulta de la intersecció del pla equatorial terrestre amb l'esfera celeste. Aquesta i la Terra, són concèntriques. Prolongant l'eix de rotació de la Terra tenim l'Eix del món, o eix de rotació del moviment diürn.
La línia d'equinoccis (eix x), el diàmetre equatorial perpendicular (eix y) i l'eix del món (eix z), formen el triedre on es representen les coordenades rectilínies equatorials.
A diferència de les coordenades horitzontals, que estan lligades a cada lloc d'observació en particular, és a dir són coordenades locals, les coordenades equatorials no, ja que estan referides a l'esfera celeste. Són una referència independent del punt d'observació. L'equinocci vernal i l'equador celeste no varien, s'estigui on s'estigui. Per contra, l'horitzó local i el punt Sud de les coordenades horitzontals, són diferents per a cada observador. A més les coordenades horitzontals i horàries canvien ràpidament, l'angle horari canvia 15 º per hora, per efecte de la rotació de la Terra, mentre que les coordenades equatorials, afectades per la precessió i nutació, estan pràcticament immòbils en intervals no gaire grans de temps. De tota manera, en mesures molt precises cal considerar aquests moviments per efectuar les correccions necessàries.
L'ascensió recta, abreujadament AR, i denotada per α ("alfa"), és l'angle, mesurat sobre l'equador celeste, abastat entre el Punt Àries (equinocci vernal) i el cercle horari o meridià que passa per l'objecte observat. Equival a la longitud geogràfica. El seu sentit positiu és el directe o antihorari, el mateix de la rotació terrestre vista des del pol Nord. Les seves unitats són les angulars, expressades en hores: 24 hores es corresponen a 360°, 1 hora a 15 º, etc.
En el càlcul dels fenòmens dependents de la geografia, com la posta o sortida de la lluna, l'ascensió recta es pot convertir en angle horari com un pas intermedi de l'angle horari d'un objecte celeste que es mesura amb relació a la ubicació de l'observador a la Terra;. Una estrella del cel en un moment donat en el temps es diu que té un angle d'hora zero amb l'observador en un meridià. Una hora més tard sideral (aproximadament 0,997269583 hores solars), la rotació de la Terra farà que l'estrella aparegui a l'oest del meridià, i l'angle horari fa que l'estrella estigui a una hora sideral.
Cercle horari o meridià celest d'un astre és el cercle màxim que passa per l'astre i els pols celestes.

## Coordenades esfèriques

### Ús en astronomia
Les coordenades esfèriques d'una estrella s'expressen sovint com un parell, ascensió recta i  declinació, sense una coordenada de distància. La direcció dels objectes prou distants és la mateixa per a tots els observadors, i és convenient especificar aquesta direcció amb les mateixes coordenades per a tots. Per contra, en el sistema de coordenades horitzontals, la posició d'una estrella difereix d'un observador a un altre en funció de les seves posicions en la superfície terrestre, i canvia contínuament amb la rotació de la Terra.
Els telescopis equipats amb muntura equatorial i cercles d'ajust empren el sistema de coordenades equatorials per a trobar objectes. Els cercles d'ajust juntament amb una carta estel·lar o efemèrides permeten apuntar fàcilment el telescopi a objectes coneguts de l'esfera celeste.

### Declinació
L'angle de latitud del sistema equatorial s'anomena declinació (DEC, per abreujar). Que és l'angle que formen l'equador celeste i l'objecte. Els objectes en l'hemisferi nord celeste tenen una declinació positiva, i els de l'hemisferi sud celeste tenen una declinació negativa. Per exemple, el pol nord celeste té una declinació de 90 °. La declinació es denota amb δ ("delta"). Equival a la latitud geogràfica.

### Ascensió recta

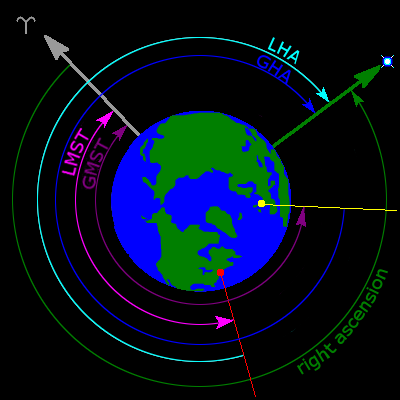
Com es veu des de dalt del pol geogràfic de la Terra, el angle horari local (LHA) d'una estrella per a un observador a prop de Nova York. També es representen la ascensió recta i el angle horari de Greenwich (GHA) de l'estrella, el temps sideral mitjà local (LMST) i el temps sideral mitjà de Greenwich (GMST). El símbol ʏ identifica la direcció equinocciovernal.

El símbol d'ascensió recta α, (minúscula "alfa", abreviada RA) mesura la distància angular d'un objecte cap a l'est al llarg de l'equador celeste des de l'equinocci vernal fins al cercle horari que passa per l'objecte. El punt de l'equinocci vernal és un dels dos punts en els quals l'eclíptica es creua amb l'equador celeste. L'ascensió recta sol mesurar-se en sideral d'hores, minuts i segons en lloc de graus, com a resultat del mètode de mesurament de les ascensions rectes per temporització del pas dels objectes pel meridià a mesura que la Gira la Terra. Hi ha 360°24h = 15° en una hora d'ascensió recta, i 24h d'ascensió recta al voltant de tot l'equador celeste.
Quan s'usen juntes, l'ascensió recta i la declinació solen abreujar-se RA/Dec.

### Angle horari
Alternativament a l'ascensió recta, l'angle horari (abreujat HA o LHA, angle horari local), un sistema esquerrà, mesura la distància angular d'un objecte cap a l'oest al llarg de l'equador celeste des del meridià de l'observador fins al cercle horari que passa per l'objecte. A diferència de l'ascensió recta, l'angle horari sempre augmenta amb la rotació de la Terra. L'angle horari pot considerar-se un mitjà per a mesurar el temps transcorregut des de la culminació superior, el moment en què un objecte entra en contacte amb el meridià superior.
Es diu que una estrella culminant en el meridià de l'observador té un angle horari zero (0h). Una hora sideral (aproximadament 0,9973 hores solars) més tard, la rotació de la Terra portarà a l'estrella cap a l'oest del meridià, i el seu angle horari serà d'1h. En calcular fenòmens del topocèntric, l'ascensió recta pot convertir-se en angle horari com a pas intermedi.

## Coordenades rectangulars

### Coordenades equatorials geocèntriques

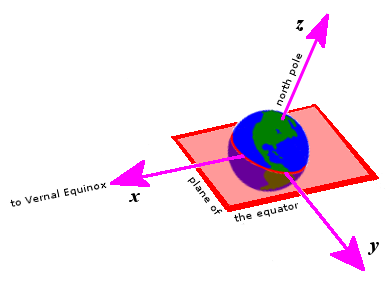
Coordenades equatorials geocèntriques. L'origen és el centre de la Terra. El pla fonamental és el pla de l'equador terrestre. La direcció primària (l'eix x) és l'equinocci vernal. Una convenció destra especifica un eix y 90° a l'est en el pla fonamental; l'eix z és l'eix polar nord. El marc de referència no gira amb la Terra, sinó que la Terra gira al voltant de l'eix z

Existeixen diverses rectangulars variants de coordenades equatorials. Totes tenen:
- L'origen en el centre de la Terra.
- El pla fonamental en el pla de l'equador terrestre.
- La direcció primària (l'eix x) cap a l'equinocci vernal, és a dir, el lloc on el Sol creua l'equador celeste en direcció nord en el seu circuit aparent anual al voltant de l'eclíptica.
- Una convenció destra, que especifica un eix y 90° a l'est en el pla fonamental i un eix z al llarg de l'eix polar nord.

Els marcs de referència no giren amb la Terra (en contrast amb els marcs Earth-centred, Earth-fixed), romanent sempre orientats cap a l'equinocci, i derivant en el temps amb els moviments de precessió i nutació.
- En astronomia:[13]
  - La posició del Sol sol especificar-se en les coordenades rectangulars equatorials geocèntriques X, Y, Z i una quarta coordenada de distància, R (= √X² + Y² + Z²) R (= X2 + Y2 + Z2), en unitats de la unitat astronòmica.
  - Les posicions dels planetes i altres cossos del Sistema Solar s'especifiquen sovint en les coordenades rectangulars equatorials geocèntriques ξ, η, ζ i una quarta coordenada de distància, Δ (igual a √ξ² + η² + ζ²), ξ2 + η2 + ζ2), en unitats de la unitat astronòmica. Aquestes coordenades rectangulars es relacionen amb les coordenades esfèriques corresponents mitjançant {\displaystyle {\begin{aligned}{\frac {X}{R}}={\frac {\xi }{\mathit {\Delta }}}&=\cos \delta \cos \alpha \\{\frac {Y}{R}}={\frac {\eta }{\mathit {\Delta }}}&=\cos \delta \sin \alpha \\{\frac {Z}{R}}={\frac {\zeta }{\mathit {\Delta }}}&=\sin \delta \end{aligned}}}
- En astrodinàmica:[14]
  - Les posicions dels satèl·lits artificials de la Terra s'especifiquen en coordenades equatorials geocèntriques, també conegudes com a inercials equatorials geocèntriques (IEG), inercials centrades en la Terra (ICE), i sistema inercial convencional (SIC), totes elles equivalents en definició als marcs rectangulars equatorials geocèntrics astronòmics, indicats més amunt. En el marc equatorial geocèntric, els eixos x, y i z sovint es designen I, J y K, respectivament, o la base del marc està especificada per vectors unitaris Î, Ĵ i K̂.
  - El Marc de Referència Celeste Geocèntric (MCRG) és l'equivalent geocèntric del Sistema de Referència Celeste Internacional (MCRI). La seva adreça primària és l'equinocci de J2000.0, i no es mou amb precessió i nutació, però, d'altra banda, és equivalent als sistemes anteriors.

|                | Esfèriques | Esfèriques | Esfèriques | Rectangulars      | Rectangulars  |
| Ascensió recta | Declinació | Distància  | General    | Propòsit especial |               |
| -------------- | ---------- | ---------- | ---------- | ----------------- | ------------- |
| Geocèntric     | α          | δ          | Δ          | ξ, η, ζ           | X, Y, Z (Sun) |
| Heliocèntric   |            |            |            | x, y, z           | x, y, z       |